# Sörstafors
Sörstafors – miejscowość (tätort) w Szwecji, w regionie administracyjnym (län) Västmanland, w gminie Hallstahammar.
Według danych Szwedzkiego Urzędu Statystycznego liczba ludności wyniosła: 270 (31 grudnia 2015), 272 (31 grudnia 2018) i 278 (31 grudnia 2019).